# Valencia (sång)
Valencia, tango komponerad 1925 av den spanske kompositören José Padilla. Text av Lucienne Boyer och Jacques-Charles. Valencia hör till de mest kända tangomelodierna och har behållit sin popularitet genom åren. Melodien blev en världssuccé sedan Mistinguett lanserade den i Moulin Rougerevyn samma år.